# Austrolebias camaquensis
Austrolebias camaquensis es una especie de pez ciprinodontiforme de agua dulce integrante del género de rivulinos sudamericanos Austrolebias. Habita en pequeños cuerpos acuáticos temporarios en ambientes templados del centro-este de América del Sur.

## Taxonomía
Austrolebias camaquensis fue descrita originalmente en el año 2017 por los ictiólogos brasileños Matheus Vieira Volcan, Ândrio Cardozo Leandro Gonçalves y Luis Esteban Krause Lanés.
Etimología
Etimológicamente el nombre genérico Austrolebias se construye con las palabras Austro: 'austral' y Lebias: un taxón de pequeños peces. El epíteto específico camaquensis es un topónimo que refiere a la ubicación geográfica de la limitada geonemia de este pez, la cuenca del río Camacuá (en idioma portugués: Camaquã).

## Caracterización y relaciones filogenéticas
Austrolebias camaquensis pertenece al “grupo de especies Austrolebias alexandri”, el cual se distingue por presentar, en el caso de los machos, las aletas pectorales de color gris oscuro con iridiscencia azul brillante.
El macho se distingue de los machos de los restantes miembros de ese grupo por exhibir una combinación de caracteres única: la presencia en el flanco de nítidas barras de color azul-brillante, presencia de órganos de contacto en los 3 primeros radios de la aleta pectoral, 1 o 2 neuromástiles postoculares (raramente 3), el ancho basihial representa el 50 % de la longitud basihial y el cartílago basihial mide entre el 50 ay el 60 % de la longitud basihial. Ambos sexos también se caracterizan por tener la aleta caudal más corta.

## Distribución y hábitat
Austrolebias camaquensis es endémica del estado de Río Grande del Sur, en el sur de Brasil. Habita en pantanos temporarios de baja profundidad en un aislada área de la cuenca media del río Camacuá, perteneciente a la pendiente de la laguna de los Patos, la cual descarga en el océano Atlántico.
Ecorregionalmente esta especie es exclusiva de la ecorregión de agua dulce laguna dos Patos.

## Conservación
Austrolebias camaquensis presenta una pequeña distribución geográfica, la cual es compartida con otra especie del mismo género, A. bagual, por lo que dicha área posee un elevado valor de conservación.